# James Charles Mack
James Charles Mack (Newport News, 10 agosto 1988) è un calciatore americo-verginiano con cittadinanza statunitense, centrocampista svincolato.

## Carriera

### Club
Ha giocato nella massima serie islandese e in quella neozelandese, e nelle serie minori statunitensi, francesi, finlandesi e islandesi.

### Nazionale
Nel 2018 ha esordito in nazionale.

## Statistiche

### Cronologia presenze e reti in nazionale
| Cronologia completa delle presenze e delle reti in nazionale ― Isole Vergini Americane | Cronologia completa delle presenze e delle reti in nazionale ― Isole Vergini Americane | Cronologia completa delle presenze e delle reti in nazionale ― Isole Vergini Americane | Cronologia completa delle presenze e delle reti in nazionale ― Isole Vergini Americane | Cronologia completa delle presenze e delle reti in nazionale ― Isole Vergini Americane | Cronologia completa delle presenze e delle reti in nazionale ― Isole Vergini Americane | Cronologia completa delle presenze e delle reti in nazionale ― Isole Vergini Americane | Cronologia completa delle presenze e delle reti in nazionale ― Isole Vergini Americane |
| Data                                                                                   | Città                                                                                  | In casa                                                                                | Risultato                                                                              | Ospiti                                                                                 | Competizione                                                                           | Reti                                                                                   | Note                                                                                   |
| -------------------------------------------------------------------------------------- | -------------------------------------------------------------------------------------- | -------------------------------------------------------------------------------------- | -------------------------------------------------------------------------------------- | -------------------------------------------------------------------------------------- | -------------------------------------------------------------------------------------- | -------------------------------------------------------------------------------------- | -------------------------------------------------------------------------------------- |
| 9-9-2018                                                                               | Bradenton                                                                              | Isole Vergini Americane                                                                | 0 – 8                                                                                  | Canada                                                                                 | CONCACAF Nations League 2019-2020 - Qualificazioni                                     | -                                                                                      |                                                                                        |
| 12-10-2018                                                                             | Bradenton                                                                              | Isole Vergini Americane                                                                | 0 – 5                                                                                  | Curaçao                                                                                | CONCACAF Nations League 2019-2020 - Qualificazioni                                     | -                                                                                      |                                                                                        |
| 18-11-2018                                                                             | Bridgetown                                                                             | Barbados                                                                               | 3 – 0                                                                                  | Isole Vergini Americane                                                                | CONCACAF Nations League 2019-2020 - Qualificazioni                                     | -                                                                                      |                                                                                        |
| 22-3-2019                                                                              | The Valley                                                                             | Anguilla                                                                               | 0 – 3                                                                                  | Isole Vergini Americane                                                                | CONCACAF Nations League 2019-2020 - Qualificazioni                                     | 1                                                                                      |                                                                                        |
| 5-9-2019                                                                               | Upper Bethlehem                                                                        | Isole Vergini Americane                                                                | 0 – 2                                                                                  | Isole Cayman                                                                           | CONCACAF Nations League 2019-2020 - Fase a gironi                                      | -                                                                                      |                                                                                        |
| 8-9-2019                                                                               | The Valley                                                                             | Saint-Martin                                                                           | 1 – 2                                                                                  | Isole Vergini Americane                                                                | CONCACAF Nations League 2019-2020 - Fase a gironi                                      | -                                                                                      |                                                                                        |
| 12-10-2019                                                                             | Bridgetown                                                                             | Barbados                                                                               | 1 – 0                                                                                  | Isole Vergini Americane                                                                | CONCACAF Nations League 2019-2020 - Fase a gironi                                      | -                                                                                      |                                                                                        |
| 15-10-2019                                                                             | Upper Bethlehem                                                                        | Isole Vergini Americane                                                                | 0 – 4                                                                                  | Barbados                                                                               | CONCACAF Nations League 2019-2020 - Fase a gironi                                      | -                                                                                      |                                                                                        |
| Totale                                                                                 |                                                                                        | Presenze                                                                               | 8                                                                                      |                                                                                        | Reti                                                                                   | 1                                                                                      |                                                                                        |

## Palmarès

### Club

#### Competizioni nazionali
- Coppa d'Islanda: 1

Víkingur: 2019